# Рубан, Игорь Иванович

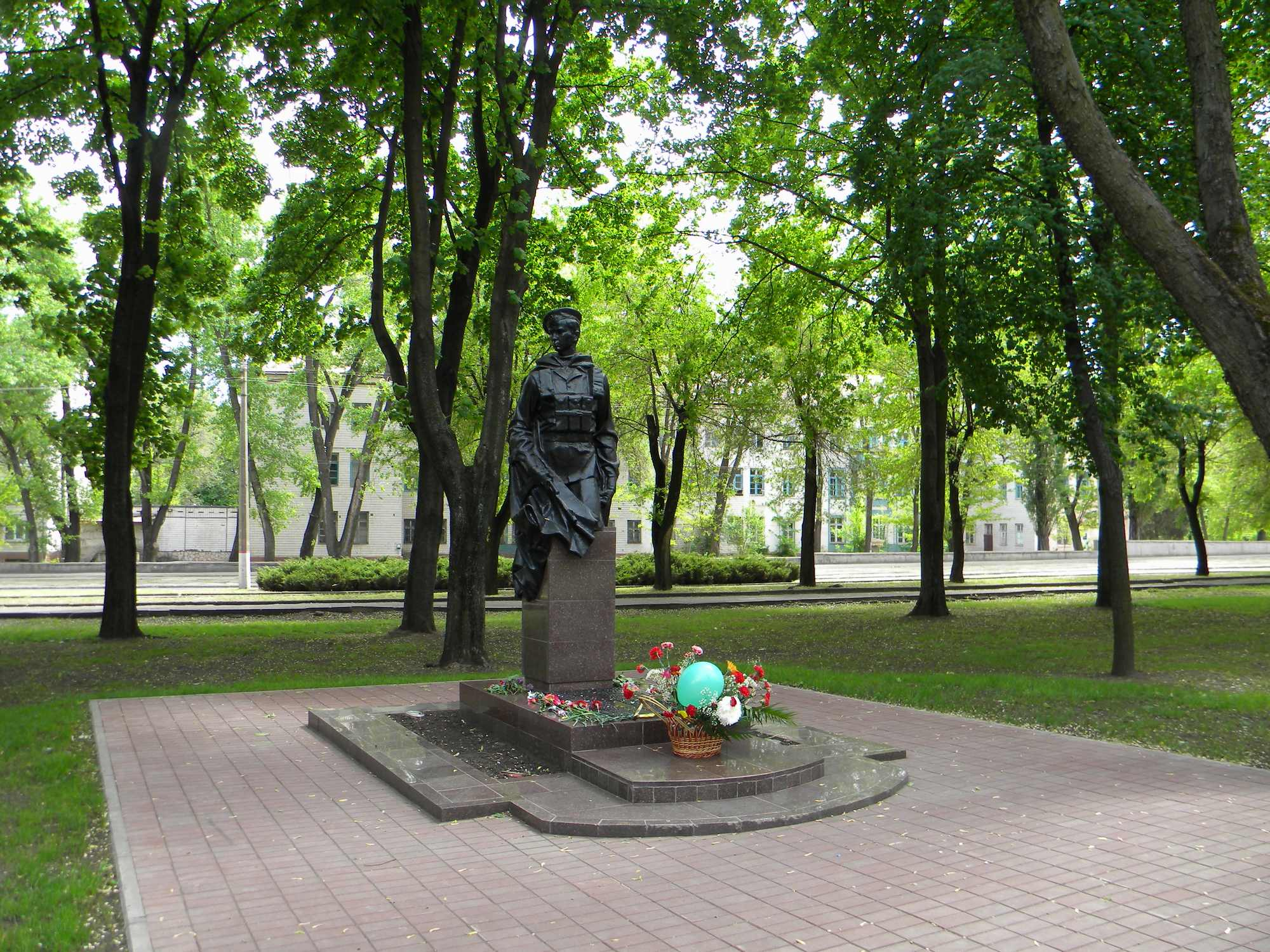
Имя на памятнике воинам-интернационалистам на Дзержинке (Кривой Рог)

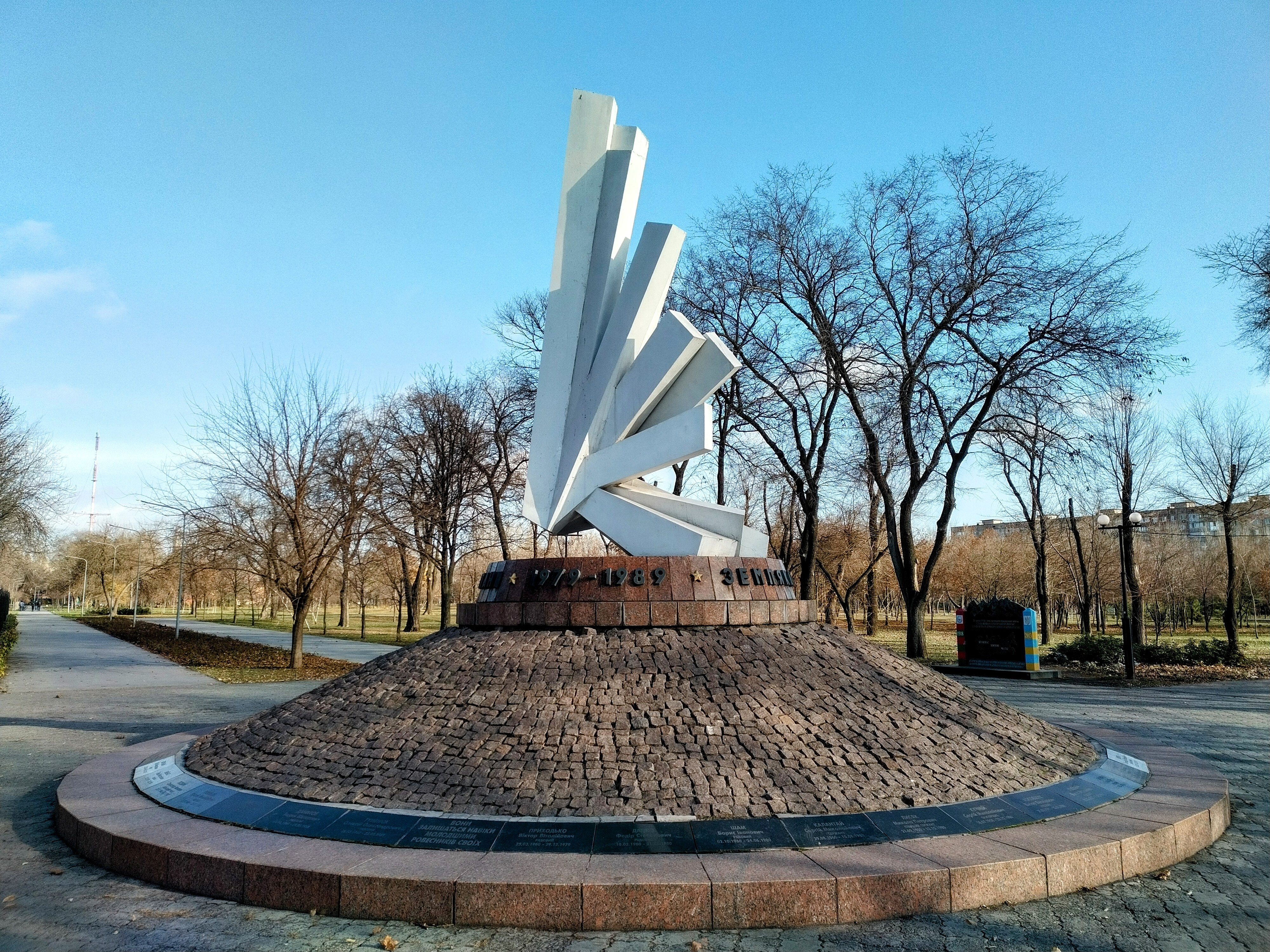
Имя на памятнике воинам-интернационалистам в Юбилейном парке (Кривой Рог)

Игорь Иванович Рубан (5 января 1967, Кривой Рог, Днепропетровская область — 5 декабря 1986, Кандагар) — советский военнослужащий, сержант, командир разведывательного отделения 70-й отдельной мотострелковой бригады, участник Афганской войны.

## Биография
Родился 5 января 1967 года в городе Кривой Рог Днепропетровской области.
В 1985 году окончил СПТУ № 7 в Кривом Роге.
18 апреля 1985 года призван в Вооружённые силы СССР Жовтневым райвоенкоматом Кривого Рога. В октябре 1985 года направлен в Афганистан, сержант, командир разведывательного отделения 70-й отдельной мотострелковой бригады. Участвовал в 56 боевых выходах, проявлял храбрость, умение владения оружием и лидерские качества.
5 декабря 1986 года погиб от полученных в бою ранений в провинции Кандагар.
Похоронен в Кривом Роге на Центральном кладбище.

## Награды
- Орден Красной Звезды (посмертно)[1][2].

## Память
- Имя на памятнике воинам-интернационалистам Днепропетровщины, погибшим в Афганистане (Днепр)[3];
- Имя на памятнике воинам-интернационалистам на Дзержинке (Кривой Рог);
- Имя на памятнике воинам-интернационалистам на КРЭСе (Кривой Рог);
- Имя на памятнике воинам-интернационалистам в Юбилейном парке (Кривой Рог).